# Jastrunowiec
Jastrunowiec, maurantemum (Mauranthemum Vogt & Oberpr.) – rodzaj roślin z rodziny astrowatych. Obejmuje 4 gatunki. Rośliny te występują w Hiszpanii oraz północno-zachodniej Afryce na obszarze od Maroka po Tunezję. Jastrunowiec biały M. paludosum jest uprawiany jako roślina ozdobna, także w Polsce.

## Morfologia
PokrójRośliny jednoroczne, rzadko byliny osiągające od kilku do ok. 25 cm wysokości, rzadziej wyższe (do 40 cm), z pojedynczą lub kilkoma łodygami, prosto wzniesionymi, rozgałęziającymi się od nasady, nagimi.
LiścieSkrętoległe, ogonkowe lub siedzące, czasem z nasadą obejmującą łodygę. Blaszki jajowate, lancetowate do równowąskich, nieregularnie pierzasto klapowane lub ząbkowane.
KwiatyZebrane w koszyczki kwiatowe umieszczone pojedynczo na szczytach gałązek, czasem tworzących luźne kwiatostany złożone w postaci podbaldachów. Okrywy półkuliste o średnicy od 8 do 12 mm, rzadko większe. Listki okrywy trwałe, liczne (25–40), ułożone zwykle w 3–4 rzędach, nierównej wielkości, na brzegach jasnobrązowo lub czarno obłonione. Dno koszyczka stożkowato wypukłe, pozbawione plewinek. Brzeżne kwiaty języczkowate żeńskie i płodne, białe (rzadko żółtawe u nasady lub nieco różowiejące), zwykle w liczbie od 10 do ponad 20. Wewnętrzne kwiaty rurkowate w liczbie ponad 60, obupłciowe, żółte, z koroną rurkowatą, zwieńczoną 5 trójkątnymi łatkami.
OwoceWalcowate, jajowate lub wrzecionowate niełupki, czasem trójkanciaste, z 7–10 żebrami, gładkie, pozbawione puchu kielichowego.

## Systematyka i nazewnictwo
Pozycja systematyczna
Rodzaj z podplemienia Leucantheminae, plemienia Anthemideae, podrodziny Asteroideae i rodziny astrowatych Asteraceae.
Wykaz gatunków
- Mauranthemum decipiens (Pomel) Vogt & Oberpr.
- Mauranthemum gaetulum (Batt.) Vogt & Oberpr.
- Mauranthemum paludosum (Poir.) Vogt & Oberpr. – jastrunowiec biały[5], złocień karłowy, złocień biały[6]
- Mauranthemum reboudianum (Pomel) Vogt & Oberpr.